# 迎龙桥街道
迎龙桥街道，是中华人民共和国江苏省无锡市梁溪区下辖的一个乡镇级行政单位。2021年10月20日，撤销惠山街道、迎龙桥街道，设立新的惠山街道。

## 行政区划
迎龙桥街道下辖以下地区：
锡惠里社区、锡山新村社区、水车湾社区、湖滨社区、五爱家园社区、纳新桥社区、夹城里社区、曹张新村第一社区、曹张新村第二社区、曹张新村第三社区和迎滨社区。